# Пешек, Ладислав
Ладислав Пешек (чеш. Ladislav Pešek, настоящая фамилия — Ладислав Пех) — чешский актёр и театральный педагог. Заслуженный артист Чехословакии (1954), народный артист Чехословакии (1958).

## Биография
Родился в актёрской семье в Брно (тогда в Австро-Венгрии). Актёрское образование получил на драматическом отделении консерватории в Брно и в театральной школе Макса Рейнхардта в Берлине. Дебютировал в кино в 1931 году. Актёр театров в Брно («Городской театр») и Праге («Национальный театр»). С 1943 года был преподавателем Пражской консерватории, а затем Академии музыкального искусства в Праге по 1950 год.
Умер в Пльзене, похоронен на Вышеградском кладбище в Праге.
Его мать — актриса Эмма Пехова.

## Избранная фильмография
- 1935 — Одна из миллиона / Jedna z milionu
- 1937 — Люди на льдине / Lidé na kře
- 1938 — Школа — основа жизни / Škola základ života!
- 1939 — Путь в глубины студенческой души / Cesta do hlubin študákovy duše
- 1940 — Любовница в маске / Maskovaná milenka — Фердинанд, слуга Леона
- 1941 — Тяжкая жизнь авантюриста / Těžký život dobrodruha
- 1941 — Милый человек / Roztomilý člověk
- 1941 — Отель «Голубая звезда» / Hotel Modrá hvězda
- 1954 — Ян Гус / Jan Hus
- 1955 — Ян Жижка / Jan Žižka
- 1955 — Псоглавцы / Psohlavci
- 1955 — Волынщик из Стракониц / Strakonický dudák
- 1957 — Школа отцов / Škola otců
- 1957 — Сентябрьские ночи / Zářijové noci
- 1959 — Майские звёзды / Májové hvězdy
- 1962 — Эшелон из рая / Transport z ráje
- 1973 — Златовласка / Zlatovláska
- 1977 — Адела ещё не ужинала / Adéla ještě nevečeřela
- 1977 — Больница на окраине города / Nemocnice na kraji města
- 1978 — Проделки мизантропа / Já už budu hodný, dědečku!
- 1980 — Анна-пролетарка / Anna proletářka
- 1982 — Зелёная улица / Zelená vlna

## Признание
- 1954 — Заслуженный артист Чехословакии,
- 1958 — Народный артист Чехословакии,
- 1967 — Кавалер чехословацкого ордена Труда,
- 1981 — Кавалер чехословацкого ордена Республики.